# National Hockey League 2010-2011
La stagione 2010-2011 è stata la 93ª edizione della National Hockey League, la 94a considerando la stagione del lockout. La stagione regolare iniziò il 7 ottobre 2010, e per la quarta volta le partite inaugurali si disputarono in Europa. Le città scelte per ospitare gli incontri furono Helsinki in Finlandia, Stoccolma in Svezia e Praga in Repubblica Ceca. Il 1º gennaio si disputò la quarta edizione dell'NHL Winter Classic fra Pittsburgh Penguins e Washington Capitals. I Carolina Hurricanes ospitarono l'NHL All-Star Game presso l'RBC Center il 30 gennaio 2011. I Boston Bruins sconfissero i Vancouver Canucks nella finale di Stanley Cup per 4-3, conquistando il sesto titolo nella storia della franchigia.
Questa fu l'ultima stagione alla quale prese parte la squadra degli Atlanta Thrashers, ceduti al gruppo True North Sports and Entertainment e trasferiti a Winnipeg, in Manitoba, dove sarebbero diventati poi i Winnipeg Jets. Winnipeg in passato fu sede di una squadra NHL, anch'essa chiamata Winnipeg Jets, la quale nel 1996 si spostò a Phoenix, in Arizona, rinominata Phoenix Coyotes. Inoltre questa fu la seconda volta che la città di Atlanta perdette la propria squadra di hockey, dopo il caso degli Atlanta Flames, trasferiti a Calgary, nell'Alberta, nel 1980.

## Squadre partecipanti
- Anaheim Ducks
- Atlanta Thrashers
- Boston Bruins
- Buffalo Sabres
- Calgary Flames
- Carolina Hurricanes
- Chicago Blackhawks
- Colorado Avalanche
- Columbus Blue Jackets
- Dallas Stars
- Detroit Red Wings
- Edmonton Oilers
- Florida Panthers
- Los Angeles Kings
- Minnesota Wild

- Montreal Canadiens
- Nashville Predators
- New Jersey Devils
- New York Islanders
- New York Rangers
- Ottawa Senators
- Philadelphia Flyers
- Phoenix Coyotes
- Pittsburgh Penguins
- San Jose Sharks
- St. Louis Blues
- Tampa Bay Lightning
- Toronto Maple Leafs
- Vancouver Canucks
- Washington Capitals

## Pre-season

### NHL Entry Draft
L'Entry Draft si tenne fra il 25 ed il 26 giugno 2010 presso lo Staples Center di Los Angeles, in California. Gli Edmonton Oilers nominarono come prima scelta assoluta il giocatore canadese Taylor Hall. Altri giocatori rilevanti all'esordio in NHL furono Tyler Seguin, Erik Gudbranson, Ryan Johansen e Jeff Skinner.

### Amichevoli in Europa

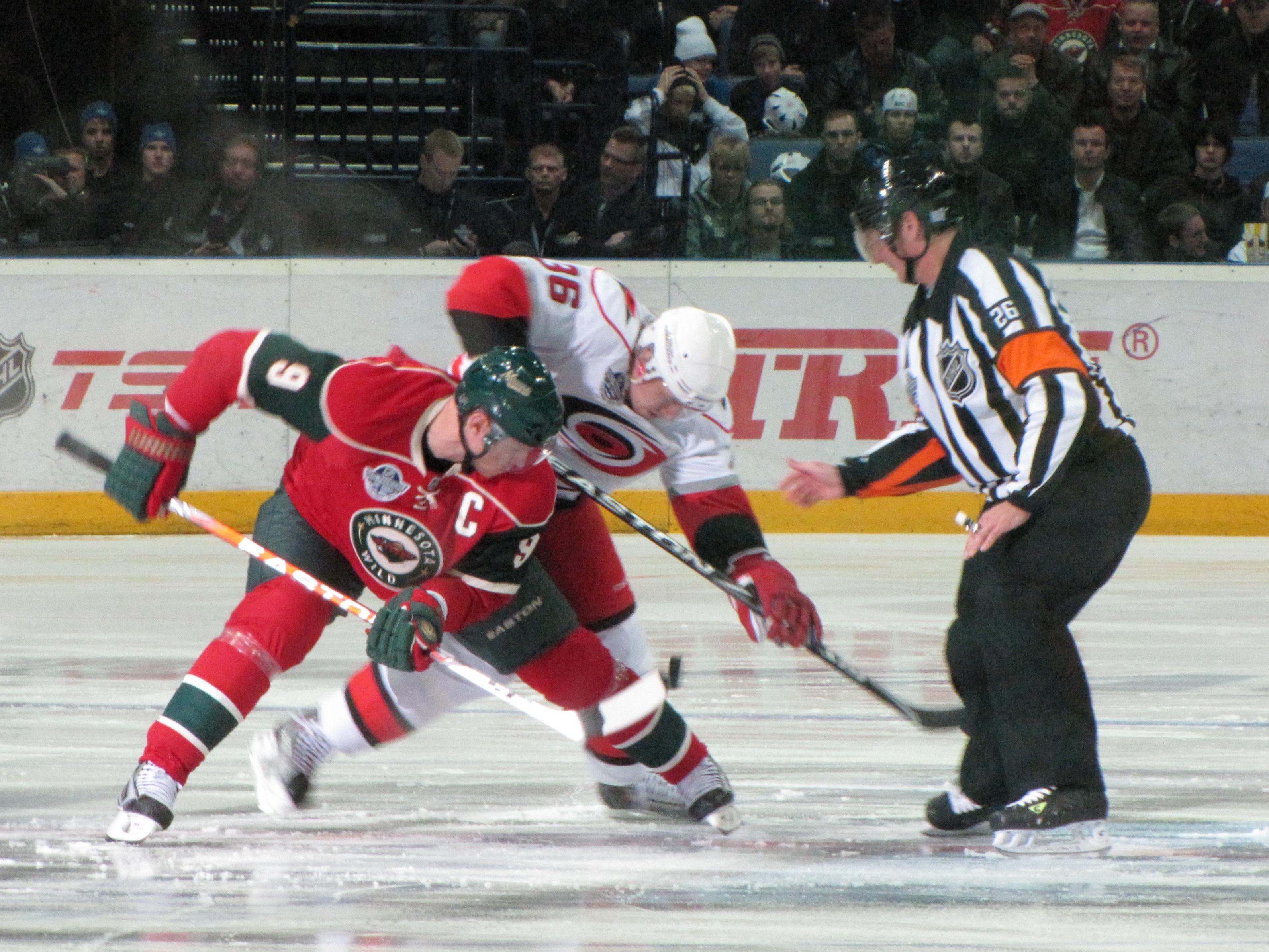
Fase dell'incontro fra Hurricanes e Wild svoltosi ad Helsinki.

Le sei squadre impegnate nei tre match d'apertura della stagione disputarono in precedenza alcune partite amichevoli contro squadre europee. Tali eventi presero il nome di "NHL Premiere Challenge", e si conclusero con sei vittorie ed una sconfitta.
| Data      | Luogo                       | Squadra europea    | Squadra NHL           | Punteggio |
| --------- | --------------------------- | ------------------ | --------------------- | --------- |
| 2 ottobre | SAP Arena, Mannheim         | Adler Mannheim     | San Jose Sharks       | 2–3 (SO)  |
| 2 ottobre | The Odyssey, Belfast        | Belfast Giants     | Boston Bruins         | 1–5       |
| 4 ottobre | Ice Palace, San Pietroburgo | SKA Pietroburgo    | Carolina Hurricanes   | 5–3       |
| 4 ottobre | Tampereen jäähalli, Tampere | Ilves              | Minnesota Wild        | 1–5       |
| 5 ottobre | Tipsport Arena, Liberec     | Bílí Tygři Liberec | Boston Bruins         | 1–7       |
| 5 ottobre | Malmö Arena, Malmö          | Malmö              | Columbus Blue Jackets | 1–4       |
| 6 ottobre | Arena Riga, Riga            | Dinamo Riga        | Phoenix Coyotes       | 1–3       |

## Stagione regolare

### Classifiche
= Qualificata per i playoff,       = Primo posto nella Conference,       = Vincitore del Presidents' Trophy, ( ) = Posizione nella Conference

#### Eastern Conference
Northeast Division
|    |                          | PG | V  | S  | OTS | GF  | GS  | PT  |
| -- | ------------------------ | -- | -- | -- | --- | --- | --- | --- |
| 1. | Boston Bruins (3)        | 82 | 46 | 25 | 11  | 246 | 195 | 103 |
| 2. | Montreal Canadiens (6)   | 82 | 44 | 30 | 8   | 216 | 209 | 96  |
| 3. | Buffalo Sabres (7)       | 82 | 43 | 29 | 10  | 245 | 229 | 96  |
| 4. | Toronto Maple Leafs (10) | 82 | 37 | 34 | 11  | 218 | 251 | 85  |
| 5. | Ottawa Senators (13)     | 82 | 32 | 40 | 10  | 192 | 250 | 74  |

Atlantic Division
|    |                         | PG | V  | S  | OTS | GF  | GS  | PT  |
| -- | ----------------------- | -- | -- | -- | --- | --- | --- | --- |
| 1. | Philadelphia Flyers (2) | 82 | 47 | 23 | 12  | 259 | 223 | 106 |
| 2. | Pittsburgh Penguins (4) | 82 | 49 | 25 | 8   | 238 | 199 | 106 |
| 3. | New York Rangers (8)    | 82 | 44 | 33 | 5   | 233 | 198 | 93  |
| 4. | New Jersey Devils (11)  | 82 | 38 | 39 | 5   | 174 | 209 | 81  |
| 5. | New York Islanders (14) | 82 | 30 | 39 | 13  | 229 | 264 | 73  |

Southeast Division
|    |                         | PG | V  | S  | OTS | GF  | GS  | PT  |
| -- | ----------------------- | -- | -- | -- | --- | --- | --- | --- |
| 1. | Washington Capitals (1) | 82 | 48 | 23 | 11  | 224 | 197 | 107 |
| 2. | Tampa Bay Lightning (5) | 82 | 46 | 25 | 11  | 247 | 240 | 103 |
| 3. | Carolina Hurricanes (9) | 82 | 40 | 31 | 11  | 236 | 239 | 91  |
| 4. | Atlanta Thrashers (12)  | 82 | 34 | 36 | 12  | 223 | 269 | 80  |
| 5. | Florida Panthers (15)   | 82 | 30 | 40 | 12  | 195 | 229 | 70  |

#### Western Conference
Northwest Division
|    |                         | PG | V  | S  | OTS | GF  | GS  | PT  |
| -- | ----------------------- | -- | -- | -- | --- | --- | --- | --- |
| 1. | Vancouver Canucks (1)   | 82 | 54 | 19 | 9   | 262 | 185 | 117 |
| 2. | Calgary Flames (10)     | 82 | 41 | 29 | 12  | 250 | 237 | 94  |
| 3. | Minnesota Wild (12)     | 82 | 39 | 35 | 8   | 206 | 233 | 86  |
| 4. | Colorado Avalanche (14) | 82 | 30 | 44 | 8   | 227 | 288 | 68  |
| 5. | Edmonton Oilers (15)    | 82 | 25 | 45 | 12  | 193 | 269 | 62  |

Central Division
|    |                            | PG | V  | S  | OTS | GF  | GS  | PT  |
| -- | -------------------------- | -- | -- | -- | --- | --- | --- | --- |
| 1. | Detroit Red Wings (3)      | 82 | 47 | 25 | 10  | 261 | 241 | 104 |
| 2. | Nashville Predators (5)    | 82 | 44 | 27 | 11  | 219 | 196 | 99  |
| 3. | Chicago Blackhawks (8)     | 82 | 44 | 29 | 9   | 258 | 225 | 97  |
| 4. | St. Louis Blues (11)       | 82 | 38 | 33 | 11  | 240 | 234 | 87  |
| 5. | Columbus Blue Jackets (13) | 82 | 34 | 35 | 13  | 215 | 258 | 81  |

Pacific Division
|    |                       | PG | V  | S  | OTS | GF  | GS  | PT  |
| -- | --------------------- | -- | -- | -- | --- | --- | --- | --- |
| 1. | San Jose Sharks (2)   | 82 | 48 | 25 | 9   | 248 | 213 | 105 |
| 2. | Anaheim Ducks (4)     | 82 | 47 | 30 | 5   | 239 | 235 | 99  |
| 3. | Phoenix Coyotes (6)   | 82 | 43 | 26 | 13  | 231 | 226 | 99  |
| 4. | Los Angeles Kings (7) | 82 | 46 | 30 | 6   | 219 | 198 | 98  |
| 5. | Dallas Stars (9)      | 82 | 42 | 29 | 11  | 227 | 233 | 95  |

### Statistiche

#### Classifica marcatori
La seguente lista elenca i migliori marcatori al termine della stagione regolare.

| Giocatore         | Squadra             | PG | G  | A  | Pt  | +/- | MP  |
| ----------------- | ------------------- | -- | -- | -- | --- | --- | --- |
| Daniel Sedin      | Vancouver Canucks   | 82 | 41 | 63 | 104 | +29 | 32  |
| Martin St. Louis  | Tampa Bay Lightning | 82 | 31 | 68 | 99  | 0   | 12  |
| Corey Perry       | Anaheim Ducks       | 82 | 50 | 48 | 98  | +9  | 104 |
| Henrik Sedin      | Vancouver Canucks   | 82 | 19 | 75 | 94  | +26 | 40  |
| Steven Stamkos    | Tampa Bay Lightning | 82 | 45 | 46 | 91  | +3  | 74  |
| Jarome Iginla     | Calgary Flames      | 82 | 43 | 43 | 86  | 0   | 40  |
| Aleksandr Ovečkin | Washington Capitals | 79 | 32 | 53 | 85  | +24 | 41  |
| Teemu Selänne     | Anaheim Ducks       | 73 | 31 | 49 | 80  | +6  | 49  |
| Henrik Zetterberg | Detroit Red Wings   | 80 | 24 | 56 | 80  | -1  | 40  |
| Brad Richards     | Dallas Stars        | 72 | 28 | 49 | 77  | +1  | 24  |

#### Classifica portieri
La seguente lista elenca i migliori portieri al termine della stagione regolare.

| Giocatore         | Squadra             | PG | Min     | V  | S  | OTS | GS  | SO | Sv%  | MGS  |
| ----------------- | ------------------- | -- | ------- | -- | -- | --- | --- | -- | ---- | ---- |
| Tim Thomas        | Boston Bruins       | 57 | 3368:58 | 35 | 11 | 9   | 112 | 9  | .938 | 2.00 |
| Roberto Luongo    | Vancouver Canucks   | 60 | 3589:39 | 38 | 15 | 7   | 126 | 4  | .928 | 2.11 |
| Pekka Rinne       | Nashville Predators | 64 | 3789:15 | 33 | 22 | 9   | 134 | 6  | .930 | 2.12 |
| Jonathan Quick    | Los Angeles Kings   | 61 | 3590:34 | 35 | 22 | 3   | 134 | 6  | .918 | 2.24 |
| Henrik Lundqvist  | New York Rangers    | 68 | 4006:40 | 36 | 27 | 5   | 152 | 11 | .923 | 2.28 |
| Corey Crawford    | Chicago Blackhawks  | 57 | 3336:37 | 33 | 18 | 6   | 128 | 4  | .917 | 2.30 |
| Marc-André Fleury | Pittsburgh Penguins | 65 | 3695:10 | 36 | 20 | 5   | 143 | 3  | .918 | 2.32 |
| Carey Price       | Montreal Canadiens  | 72 | 4206:08 | 38 | 28 | 6   | 165 | 8  | .923 | 2.35 |
| Antti Niemi       | San Jose Sharks     | 60 | 3523:54 | 35 | 18 | 6   | 140 | 6  | .920 | 2.38 |
| Brian Boucher     | Philadelphia Flyers | 34 | 1884:34 | 18 | 10 | 4   | 76  | 0  | .916 | 2.42 |

## Playoff

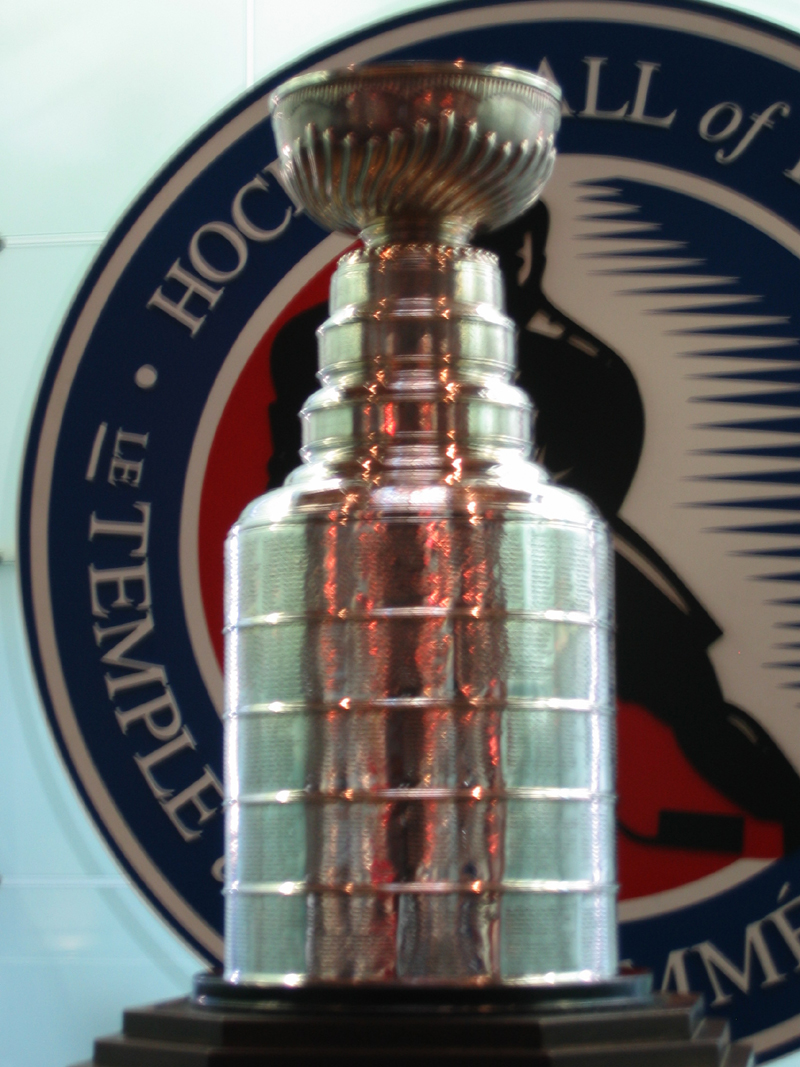
Il trofeo della Stanley Cup

Al termine della stagione regolare le migliori 16 squadre del campionato si sono qualificate per i playoff. I Vancouver Canucks si aggiudicarono il Presidents' Trophy avendo ottenuto il miglior record della lega con 117 punti. I campioni di ciascuna Division conservarono il proprio ranking per l'intera durata dei playoff, mentre le altre squadre furono ricollocate nella graduatoria dopo ciascun turno.

### Tabellone playoff
In ciascun turno la squadra con il ranking più alto si sfidò con quella dal posizionamento più basso, usufruendo anche del vantaggio del fattore campo. Nella finale di Stanley Cup il fattore campo fu determinato dai punti ottenuti in stagione regolare dalle due squadre. Ciascuna serie, al meglio delle sette gare, seguì il formato 2–2–1–1–1: la squadra migliore in stagione regolare avrebbe disputato in casa Gara-1 e 2, (se necessario anche Gara-5 e 7), mentre quella posizionata peggio avrebbe giocato nel proprio palazzetto Gara-3 e 4 (se necessario anche Gara-6).
|  | Quarti di finale Conference | Quarti di finale Conference                      | Quarti di finale Conference |   |                   | Semifinali Conference | Semifinali Conference | Semifinali Conference |                    |                    | Finali Conference   | Finali Conference  | Finali Conference  |  |  | Finale Stanley Cup | Finale Stanley Cup | Finale Stanley Cup |
|  |                             |                                                  |                             |   |                   |                       |                       |                       |                    |                    |                     |                    |                    |  |  |                    |                    |                    |
|  | 1                           | Washington Capitals                              | 4                           |   |                   | 1                     | Washington Capitals   | 0                     |                    |                    |                     |                    |                    |  |  |                    |                    |                    |
|  | 8                           | New York Rangers                                 | 1                           |   |                   | 5                     | Tampa Bay Lightning   | 4                     |                    |                    |                     |                    |                    |  |  |                    |                    |                    |
|  |                             |                                                  |                             |   |                   |                       |                       |                       |                    |                    |                     |                    |                    |  |  |                    |                    |                    |
|  | 2                           | Philadelphia Flyers                              | 4                           |   |                   |                       |                       |                       | Eastern Conference | Eastern Conference | Eastern Conference  | Eastern Conference | Eastern Conference |  |  |                    |                    |                    |
|  | 2                           | Philadelphia Flyers                              | 4                           |   |                   |                       |                       |                       | Eastern Conference | Eastern Conference | Eastern Conference  | Eastern Conference | Eastern Conference |  |  |                    |                    |                    |
|  | 7                           | Buffalo Sabres                                   | 3                           |   |                   |                       |                       |                       |                    |                    |                     |                    |                    |  |  |                    |                    |                    |
|  | 7                           | Buffalo Sabres                                   | 3                           |   |                   |                       |                       |                       |                    | 5                  | Tampa Bay Lightning | 3                  |                    |  |  |                    |                    |                    |
|  |                             |                                                  |                             |   |                   |                       |                       |                       |                    | 5                  | Tampa Bay Lightning | 3                  |                    |  |  |                    |                    |                    |
|  |                             | 3                                                | Boston Bruins               | 4 |                   |                       |                       |                       |                    |                    |                     |                    |                    |  |  |                    |                    |                    |
|  | 3                           | 3                                                | Boston Bruins               | 4 | Boston Bruins     | 4                     |                       |                       |                    |                    |                     |                    |                    |  |  |                    |                    |                    |
|  | 3                           |                                                  |                             |   | Boston Bruins     | 4                     |                       |                       |                    |                    |                     |                    |                    |  |  |                    |                    |                    |
|  | 6                           | Montreal Canadiens                               | 3                           |   |                   |                       |                       |                       |                    |                    |                     |                    |                    |  |  |                    |                    |                    |
|  | 6                           | Montreal Canadiens                               | 3                           |   |                   |                       |                       |                       |                    |                    |                     |                    |                    |  |  |                    |                    |                    |
|  |                             |                                                  |                             |   |                   |                       |                       |                       |                    |                    |                     |                    |                    |  |  |                    |                    |                    |
|  |                             |                                                  |                             |   |                   |                       |                       |                       |                    |                    |                     |                    |                    |  |  |                    |                    |                    |
|  | 4                           | Pittsburgh Penguins                              | 3                           |   | 2                 | Philadelphia Flyers   | 0                     |                       |                    |                    |                     |                    |                    |  |  |                    |                    |                    |
|  | 4                           | Pittsburgh Penguins                              | 3                           |   | 2                 | Philadelphia Flyers   | 0                     |                       |                    |                    |                     |                    |                    |  |  |                    |                    |                    |
|  | 5                           | Tampa Bay Lightning                              | 4                           |   |                   | 3                     | Boston Bruins         | 4                     |                    |                    |                     |                    |                    |  |  |                    |                    |                    |
|  | 5                           | Tampa Bay Lightning                              | 4                           |   |                   |                       |                       |                       |                    | E3                 | Boston Bruins       | 4                  |                    |  |  |                    |                    |                    |
|  |                             | (Accoppiamenti ristabiliti dopo il primo turno.) |                             |   |                   |                       |                       |                       |                    | E3                 | Boston Bruins       | 4                  |                    |  |  |                    |                    |                    |
|  |                             | W1                                               | Vancouver Canucks           | 3 |                   |                       |                       |                       |                    |                    |                     |                    |                    |  |  |                    |                    |                    |
|  | 1                           | W1                                               | Vancouver Canucks           | 3 | Vancouver Canucks | 4                     |                       |                       | 1                  | Vancouver Canucks  | 4                   |                    |                    |  |  |                    |                    |                    |
|  | 1                           |                                                  |                             |   | Vancouver Canucks | 4                     |                       |                       | 1                  | Vancouver Canucks  | 4                   |                    |                    |  |  |                    |                    |                    |
|  | 8                           | Chicago Blackhawks                               | 3                           |   |                   | 5                     | Nashville Predators   | 2                     |                    |                    |                     |                    |                    |  |  |                    |                    |                    |
|  | 8                           | Chicago Blackhawks                               | 3                           |   |                   | 5                     | Nashville Predators   | 2                     |                    |                    |                     |                    |                    |  |  |                    |                    |                    |
|  |                             |                                                  |                             |   |                   |                       |                       |                       |                    |                    |                     |                    |                    |  |  |                    |                    |                    |
|  | 2                           | San Jose Sharks                                  | 4                           |   |                   |                       |                       |                       |                    |                    |                     |                    |                    |  |  |                    |                    |                    |
|  | 2                           | San Jose Sharks                                  | 4                           |   |                   |                       |                       |                       |                    |                    |                     |                    |                    |  |  |                    |                    |                    |
|  | 7                           | Los Angeles Kings                                | 2                           |   |                   |                       |                       |                       |                    |                    |                     |                    |                    |  |  |                    |                    |                    |
|  | 7                           | Los Angeles Kings                                | 2                           |   |                   |                       |                       |                       | 1                  | Vancouver Canucks  | 4                   |                    |                    |  |  |                    |                    |                    |
|  |                             |                                                  |                             |   |                   |                       |                       |                       | 1                  | Vancouver Canucks  | 4                   |                    |                    |  |  |                    |                    |                    |
|  |                             | 2                                                | San Jose Sharks             | 1 |                   |                       |                       |                       |                    |                    |                     |                    |                    |  |  |                    |                    |                    |
|  | 3                           | 2                                                | San Jose Sharks             | 1 | Detroit Red Wings | 4                     |                       |                       |                    |                    |                     |                    |                    |  |  |                    |                    |                    |
|  | 3                           |                                                  |                             |   | Detroit Red Wings | 4                     |                       |                       |                    |                    |                     |                    |                    |  |  |                    |                    |                    |
|  | 6                           | Phoenix Coyotes                                  | 0                           |   |                   |                       |                       |                       |                    |                    | Western Conference  | Western Conference | Western Conference |  |  |                    |                    |                    |
|  | 6                           | Phoenix Coyotes                                  | 0                           |   |                   |                       |                       |                       |                    |                    | Western Conference  | Western Conference | Western Conference |  |  |                    |                    |                    |
|  |                             |                                                  |                             |   |                   |                       |                       |                       |                    |                    |                     |                    |                    |  |  |                    |                    |                    |
|  | 4                           | Anaheim Ducks                                    | 2                           |   | 2                 | San Jose Sharks       | 4                     |                       |                    |                    |                     |                    |                    |  |  |                    |                    |                    |
|  | 4                           | Anaheim Ducks                                    | 2                           |   | 2                 | San Jose Sharks       | 4                     |                       |                    |                    |                     |                    |                    |  |  |                    |                    |                    |
|  | 5                           | Nashville Predators                              | 4                           |   |                   | 3                     | Detroit Red Wings     | 3                     |                    |                    |                     |                    |                    |  |  |                    |                    |                    |

### Stanley Cup
La finale della Stanley Cup 2011 è stata una serie al meglio delle sette gare che ha determinato il campione della National Hockey League per la stagione 2010-11. I Boston Bruins hanno sconfitto i Vancouver Canucks in sette partite e si sono aggiudicati la Stanley Cup per la sesta volta della loro storia 37 stagioni dopo il loro ultimo successo risalente al campionato 1971-72.

## Premi NHL

### Riconoscimenti
- Stanley Cup: Boston Bruins

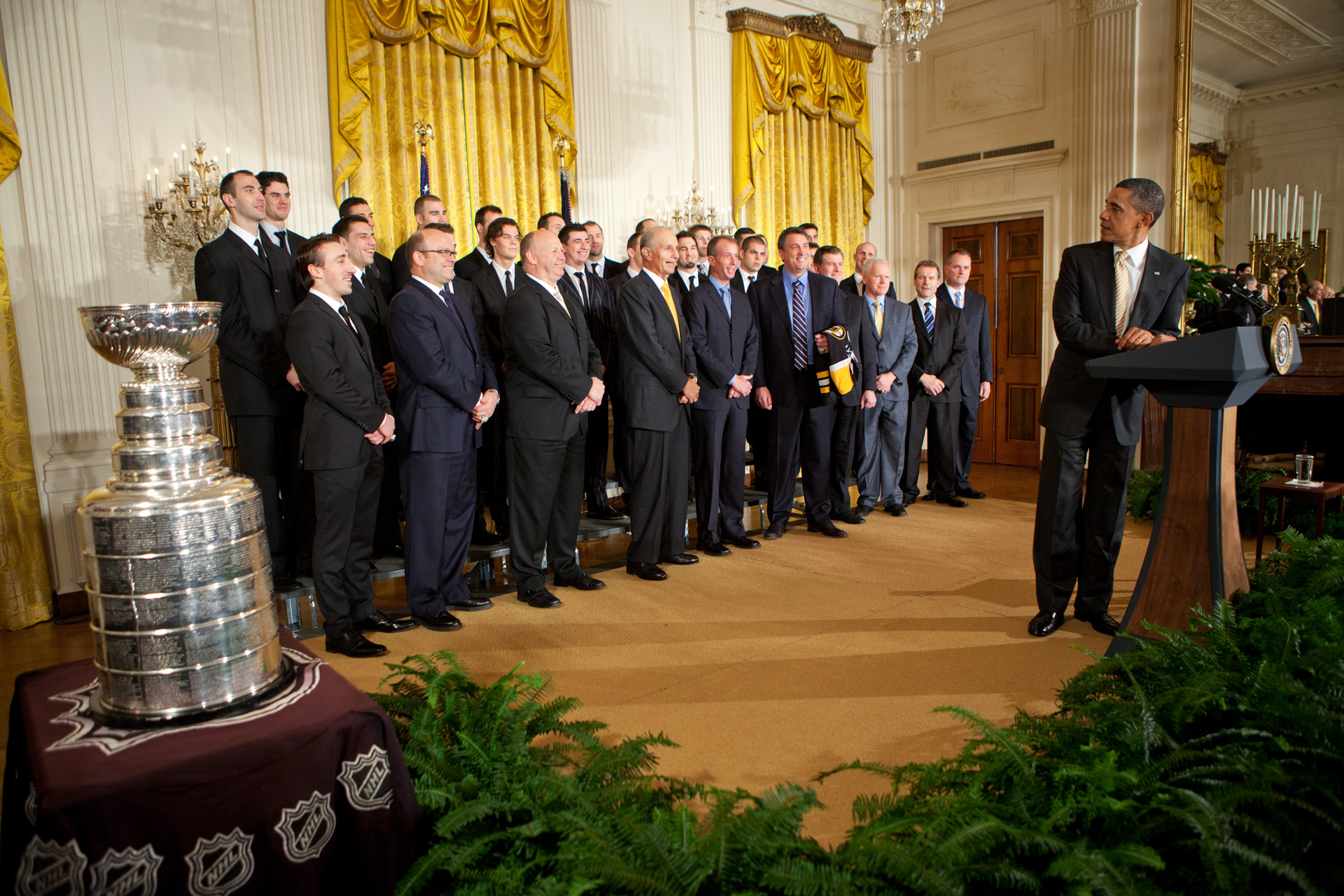
Ricevimento ufficiale dei Boston Bruins presso la Casa Bianca alla presenza del presidente Barack Obama.

- Presidents' Trophy: Vancouver Canucks
- Prince of Wales Trophy: Boston Bruins
- Clarence S. Campbell Bowl: Vancouver Canucks
- Art Ross Trophy: Daniel Sedin (Vancouver Canucks)
- Bill Masterton Memorial Trophy: Ian Laperrière (Philadelphia Flyers)
- Calder Memorial Trophy: Jeff Skinner (Carolina Hurricanes)
- Conn Smythe Trophy: Tim Thomas (Boston Bruins)
- Frank J. Selke Trophy: Ryan Kesler (Vancouver Canucks)
- Hart Memorial Trophy: Corey Perry (Anaheim Ducks)
- Jack Adams Award: Dan Bylsma (Pittsburgh Penguins)
- James Norris Memorial Trophy: Nicklas Lidström (Detroit Red Wings)
- King Clancy Memorial Trophy: Doug Weight (New York Islanders)
- Lady Byng Memorial Trophy: Martin St. Louis (Tampa Bay Lightning)
- Lester Patrick Trophy: Mark Johnson, Jeff Sauer, Tony Rossi, Bob Pulford
- Mark Messier Leadership Award: Zdeno Chára (Boston Bruins)
- Maurice Richard Trophy: Corey Perry (Anaheim Ducks)
- NHL Foundation Player Award: Dustin Brown (Los Angeles Kings)
- NHL General Manager of the Year Award: Mike Gellis (Vancouver Canucks)
- Ted Lindsay Award: Daniel Sedin (Vancouver Canucks)
- Vezina Trophy: Tim Thomas (Boston Bruins)
- William M. Jennings Trophy: Roberto Luongo e Cory Schneider (Vancouver Canucks)

### NHL All-Star Team
First All-Star Team
- Attaccanti: Daniel Sedin • Henrik Sedin • Corey Perry
- Difensori: Nicklas Lidström • Shea Weber
- Portiere: Tim Thomas

Second All-Star Team
- Attaccanti: Aleksandr Ovečkin • Steven Stamkos • Martin St. Louis
- Difensori: Zdeno Chára • Ľubomír Višňovský
- Portiere: Pekka Rinne

NHL All-Rookie Team
- Attaccanti: Logan Couture • Michael Grabner • Jeff Skinner
- Difensori: John Carlson • P.K. Subban
- Portiere: Corey Crawford